# جونار نيلسون
جونار لوفيك نيلسون (مواليد 28 يوليو 1988) هو مُقاتل فنون قتالية مختلطة آيسلندي.

## وصلات خارجية
- غونار نيلسون على موقع يو إف سي (الإنجليزية)
- غونار نيلسون على موقع شيردوغ (الإنجليزية)
- غونار نيلسون على موقع Tapology.com (الإنجليزية)
- غونار نيلسون على موقع IMDb (الإنجليزية)
- غونار نيلسون على موقع قاعدة بيانات الفيلم (الإنجليزية)